# Caudron Type C
Le Caudron Type C était un avion biplan monoplace français, construit en 1911 par la Société des avions Caudron et destiné à une évaluation militaire.

## Histoire
Deux Type C ont été construits et livrés aux militaires en novembre 1911 et à l'origine, ils avaient des surfaces alaires supérieures et inférieures égales.
En juillet 1912, ils ont été modifiés en sesquiplans pour faciliter leur garage dans des hangars de campagne, qui étaient à l'époque de simples tentes.
Le Type C est apparu dans le catalogue de la Société des avions Caudron de 1912 sous cette forme, avec le porte-à-faux supérieur de l'aile soutenu par des entretoises parallèles et inclinées vers l'extérieur à partir de la base des entretoises interplans externes.

## Description
Du  Type B de 1911 au Caudron G3 de la Première Guerre mondiale, les biplans Caudron avaient une disposition commune avec les moteurs agissant en traction, l'équipage dans une nacelle montée entre les ailes et un empennage sur deux bômes.
Les types B et D antérieurs de cette série d'appareils ont tous commencé comme des biplans de même envergure, puis ont été modifiés en sesquiplans.

Dans sa forme originale, le Type C était un biplan à 2 baies, armées de câbles dont la baie intérieure ne faisait qu'environ la moitié de la largeur de celle de l'extérieur. 

Schéma d'un sesquiplan comme les Caudron.

Les deux ailes recouvertes de tissu sur un longeron avaient des plans rectangulaires à part des extrémités biseautées. Il n'y avait pas de décalage, donc les deux ensembles d'entretoises interplans étaient parallèles et verticaux. Le porte-à-faux supérieur de l'aile était soutenu par des paires parallèles supplémentaires de jambes de force interplans inclinées vers l'extérieur. Des contreventements métalliques complétaient la structure. Les longerons des ailes étaient en avant de la mi-corde, la partie arrière de l'aile étant nervurées et flexibles, afin de permettre le contrôle du roulis par gauchissement de l'aile.
La nacelle était une structure simple, courte et aplatie, soutenue au-dessus de l'aile inférieure par deux autres paires d'entretoises interplans qui ne passaient pas à l'intérieur de la nacelle comme sur le  Type B, mais sur ses côtés.

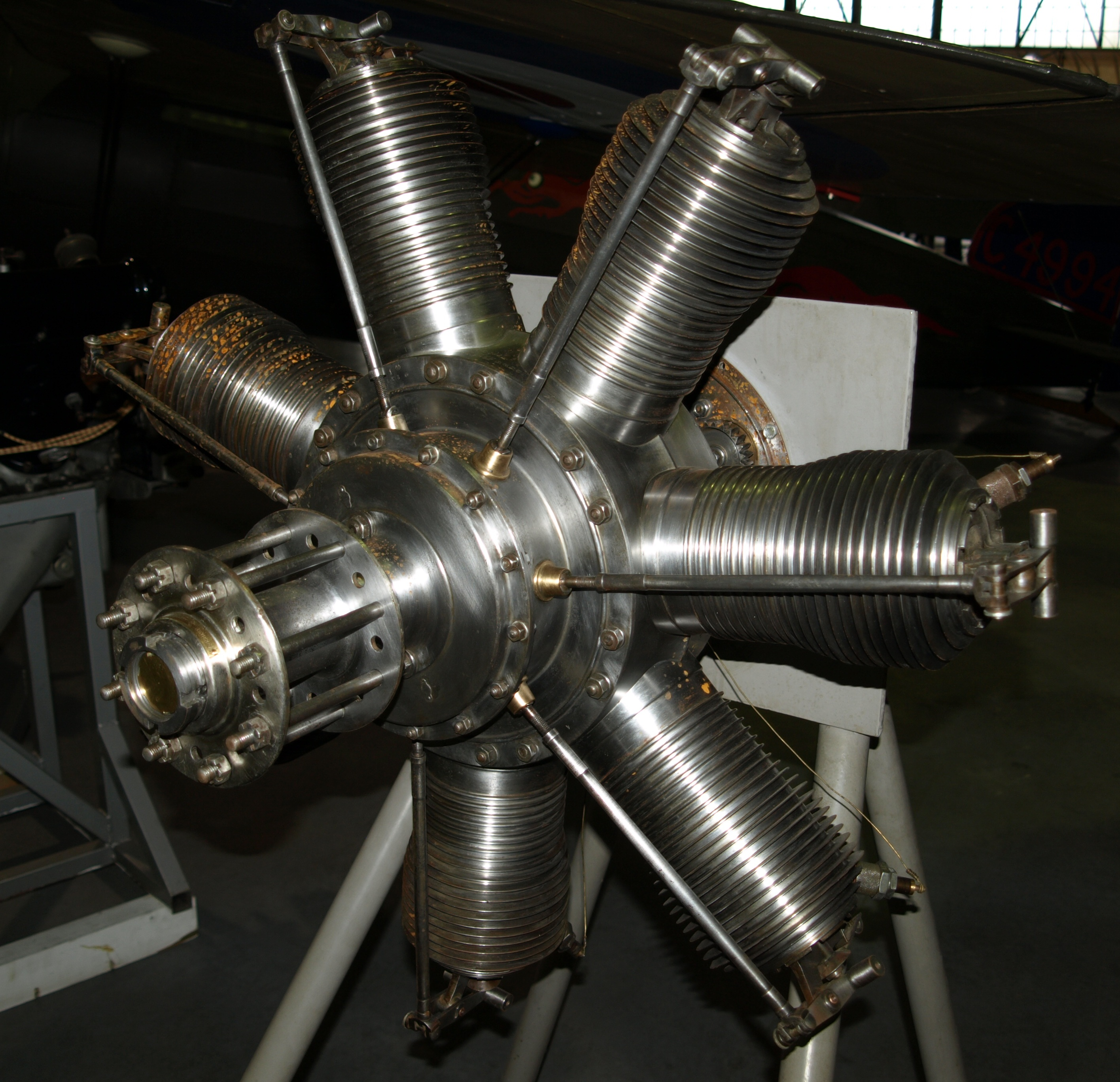
Le 7 cylindres rotatif Gnome Omega de 50 ch.

Le moteur Gnome Omega 7 cylindres rotatifs de 50 ch (37 kW) était monté à l'avant sous un capot rudimentaire pour protéger le pilote des projections d'huile très importante sur ce type de moteur.
Il semblerait que certains appareils aient été animés par un moteur Anzani de 35 ch (26 kW) - vraisemblablement le 3 cylindres en Y - ou qu'il ait été proposé en option.
La nacelle du pilote était derrière le moteur au niveau du bord de fuite de l'aile, juste en arrière de la mi-corde.
L 'empennage du Type D s'appuyait sur une paire de poutres disposées parallèlement les unes aux autres dans le plan. Les éléments supérieurs de la poutre étaient fixés aux longerons supérieurs de l'aile au sommet des entretoises interplans les plus internes et les éléments inférieurs passaient sous l'aile inférieure, montés sur des extensions vers le bas des entretoises interplans internes. Ce montage était renforcé par deux entretoises diagonales de chaque côté, l'une partant de la base de la jambe interplans avant à la pointe incurvée vers le haut de l'élément inférieur et l'autre unissant la jambe interplan arrière à la jonction de l'élément inférieur et de sa première traverse verticale.
Chacune des poutres inférieures, soutenait l'avion au sol comme un patin (ou un ski) et portait chacune à l'avant un train d'atterrissage à roues jumelées à amortisseurs en caoutchouc. Le frottement de ces patins sur le sol réduisait la course d'atterrissage à une vingtaine de mètres.
Derrière l'aile, les poutres supérieures et inférieures convergeaient vers l'arrière. Il y avait trois entretoises verticales sur chaque poutre, mais les seules traverses transversales latérales se trouvaient près de la queue, bien qu'il y ait des contreventements en corde à piano. La partie horizontale de l'empennage à corde large était montée un peu en dessous de l'élément supérieur de la poutre avec une paire de gouvernails rectangulaires à coins ronds au-dessus séparés d'environ un tiers de la largeur de l'empennage.
Avec leur groupe motopropulseur Anzani 3 cylindres en étoile de 26 kW (35 ch) ou Gnome 6 cylindres rotatif de 37 kW (50 ch) entrainant une hélice bipale, les Caudron Type C nécessitaient 10 minutes pour atteindre l'altitude de 500 m.